# Oudejaarsconference
Die Oudejaarsconference (Deutsch: Altjahrconférence) ist eine niederländische Kabarettvorstellung, die zum Jahresabschluss an Silvester gegeben und landesweit im Fernsehen (auch Radio) ausgestrahlt wird. Es gehört seit Beginn des 17. Jahrhunderts zum kulturellen Brauchtum der Niederlande. Seit 1993 gibt es diese Veranstaltung auch in Flandern. Sie lässt sich mit dem „Satirischen Jahresrückblick“ jeweils verschiedener Künstler im deutschen Sprachraum vergleichen.
Die „Konferenz“ wird von einem oder mehreren Kabarettisten gegeben. Wer das am Jahresende jeweils sein wird, wird stets entweder am Neujahrstag oder im März bekannt gegeben. Vor der eigentlichen Conférence kann man oft Probevorstellungen beiwohnen. Über die Jahre entwickelten sich Abwandlungen der Conférence, etwa Nieuwjaarsconference, Sinterklaasconference, Millenniumconference und die Oudejaars-stand-up.

## Geschichte

### Niederlande
Am 3. Januar 1638 wurde anlässlich der Eröffnung des ersten festen Theatergebäudes in Amsterdam, die Tragödie Gijsbrecht van Aemstel von Joost van den Vondel aufgeführt. Ab 1707 wurde nach der Vorstellung des „Gijsbrecht“ das heitere Stück De bruiloft van Kloris en Roosje („Die Hochzeit von Kloris und Roosje)“ als Teil einer abendfüllenden Vorstellung angefügt. Der Grund für diese Doppelvorstellung war, dass das Publikum nach einem dramatischen Stück, wie es der „Gijsbrecht“ darstellte, nicht allzu traurig nach Hause gehen sollte. Fester Bestandteil dieser abschließenden Komödie war der Neujahrswunsch, der auf der Bühne von den Eltern des Bräutigams (Thomasvaer und Pieternel) zum Publikum, dem Stadtrat und der Theaterleitung gesprochen wurde. Bevor sie allen ein gutes neues Jahr wünschten, blickten sie aber zunächst auf das vergangene Jahr zurück. Diese Doppelvorstellung mit Neujahrswünschen wurde bis 1968 beibehalten. Der heitere Rückblick auf die Ereignisse des vergangenen Jahres nahm 1954 eine neue Form an, als die Rundfunkgesellschaft VARA den Kabarettisten Wim Kan bat, das Jahr im Radio mit einem humorigen Rückblick auf politische Ereignisse ausklingen zu lassen.

#### Wim Kan
Die erste, hier noch so genannte Oudejaarsavondconference mit dem Namen Nou je weet wa’k bedoel („Sie wissen ja, was ich meine“), wurde von der VARA im Radio um 21 Uhr ausgestrahlt. Mit den Worten „Om samen het kleinkunstjaar uit te leiden, luisteren we vanavond naar Wim Kan die het uur zal vullen met eigen liedjes en conferences“ („Zum Auftakt des gemeinsamen Kleinkunstjaars hören wir heute Abend Wim Kan, der die Stunde mit seinen eigenen Liedern und Vorträgen füllen wird“), kündigte der Moderator die Veranstaltung am 31. Dezember 1954 an. Zuvor wurde sie am 25. und 26. Dezember im kleinen Saal des Concertgebouw in Amsterdam eingespielt.
Auffällig ist, dass sich Kan in dieser Silvestersendung ausgerechnet über die politische Versäulung lustig machte, für die VARA damals, neben ihrer politischen Nähe zur Partij van de Arbeid, noch stand. Die zweite Oudejaarsavondconference folgte zwei Jahre später im Jahr 1956. Kan erhielt erneut hohe Einschaltquoten und beschloss daher die Sendung fortzusetzen. So wurde eine Tradition geboren.

#### Seth Gaaikema
Als das Kabarettprogramm Heer, Ik Kom Hier Om Te Twijfelen von Seth Gaaikema 1969 zum ersten Mal im Fernsehen ausgestrahlt wurde, fand diese in der Silvesternacht statt. Zwei Jahre später brachte der Künstler eine richtige Oudejaarsconference im Fernsehen. 1973 beschloss auch Wim Kan, eine Oudejaarsconference im Fernsehen zu veranstalten. Sie war ein sofortiger Erfolg, die Einschaltquote lag bei 73,9 %. Kan beschloss daraufhin, alle drei Jahre eine solche Conference abzuhalten.

#### 1977–1985
Im Radio löste 1977 die Kabarettgruppe Neerlands Hoop (mit Freek de Jonge und Bram Vermeulen) zusammen mit Jan de Hont den bisherigen Conférencier Wim Kan ab, der in dieser Radiosendung nur noch gelegentlich zu hören war.
1982 kam die letzte Silvestersendung von Wim Kan, und der Staffelstab wurde dann auch bildlich von Freek de Jonge übernommen. Die IKON übertrug danach die Oudejaarsconference von Freek de Jonge. Die Idee, einen echten Staffelstab zu verwenden, stammt von Wim Kan selbst. 1985 beschloss auch Seth Gaaikema erneut, eine solche Oudejaarsconference zu veranstalten. Damit trat er in Konkurrenz zu Freek de Jonge.

#### 1986–1999
Auch wenn Gaaikema 1986 zunächst keine Konkurrenz durch Freek de Jonge hatte, brachte dieser 1988 wieder eine Veranstaltung zum Silvester. In diesem Jahr tauchte zudem ein neuer Veranstalter auf: Lebbis und Jansen hielten eine ihre Silvesterconférence im Theater. Sie wurde in der letzten Woche des Jahres mehrmals aufgeführt. Darauf beschloss Seth Gaaikema, sich mit seiner Oudejaarsconference Nog Een Dag Om Het Goed Te Maken – dem Titel folgend – einen Tag früher aufzutreten. Im gleichen Jahr gab auch Youp van ’t Hek sein Debüt in einer Oudejaarsconference. Dieser Auftritt war ein sofortiger Erfolg und machte Youp van ’t Hek zu einem bekannten Namen.
1993 gab es keine Oudejaarsconference, sondern eine große Show von Paul de Leeuw, was eine extralange Folge seiner Sendereihe De Schreeuw van de Leeuw war mit dem Titel Jeetje meteetje, ’t was me het jaartje wel (etwa: Ojemine, es war ein tolles Jahr), mit gelegentlichen Verweisen auf die bekannten Oudejaarsconferences.
Am 22. Dezember 1999 führte Seth Gaaikema eine besondere Variante der Oudejaarsconference auf, die Millenniumconference, welche einen humorvollen Überblick über das ganze vergangene Jahrhundert bot.

#### 2000–heute
In den Jahren 2000 und 2001 feierten Lebbis und Jansen sowie Freek de Jonge den Silvesterabend ĵeweils mit ihren Oudejaarsconferences. Viele dieser Veranstaltungen waren zu Beginn des 21. Jahrhunderts auch im Theater sowie auf lokalen und regionalen Sendern zu sehen und zu hören. Im Jahr 2002 wurde von Javier Guzman und VARA eine neue Variante eingeführt, die Sinterklaasconference am Sinterklaasabend (5. Dezember). Im Jahr 2003 entstand eine weitere Variante: der Oudejaarsstand-up. Im Jahr 2006 fand erstmals eine Oudejaarsconference im Privatfernsehen statt; Guido Weijers präsentierte sie im Sender SBS6. Und seit 2013 organisiert auch der religiös ausgerichtete Privatsender Family7 ebenfalls eine Oudejaarsconference mit einem humorvollen und scharfen Blick auf das vergangene Jahr, jedoch ohne Kraftausdrücke oder verletzende Kommentare.

#### Regional
Neben der bundesweit ausgestrahlten Oudejaarsconference gibt es auch regionale Varianten. So sendet beispielsweise TV West seit 1996 jedes Jahr eine Konferenz von Sjaak Bral. Ab 2007 veranstaltete die Kunstfigur „Helligen Hendrik“ (Bert Eeftink) die Twente-Oudejaarsconference auf RTV Oost.

### Übersicht aller Künstler
| Naam                  | Anzahl der Veranstaltungen                        |
| --------------------- | ------------------------------------------------- |
| Dolf Jansen           | 33 (22 davon 11 mit 'Lebbis en Jansen')           |
| Freek de Jonge        | 15 (eine mit 'Neerlands Hoop')                    |
| Wim Kan               | 11                                                |
| Hans Sibbel           | 11 (alle mit 'Lebbis en Jansen')                  |
| Youp van ’t Hek       | 10                                                |
| Guido Weijers         | 11                                                |
| Seth Gaaikema         | 6                                                 |
| Javier Guzman         | 4                                                 |
| Claudia de Breij      | 3                                                 |
| Jan Jaap van der Wal  | 2                                                 |
| Arie Koomen           | 2 (één samen met Terwijn en Stam)                 |
| Erik van Muiswinkel   | 2 (beide mit weiteren mitwirkenden Kabarettisten) |
| Pieter Derks          | 2                                                 |
| Bram Vermeulen        | 1 (mit 'Neerlands Hoop')                          |
| Wilko Terwijn         | 1 (zusammen mit Koomen und Stam)                  |
| Menno Stam            | 1 (zusammen mit Koomen und Terwijn)               |
| Beau van Erven Dorens | 1                                                 |
| Theo Maassen          | 1                                                 |
| Herman Finkers        | 1                                                 |
| Louise Korthals       | 1 (zusammen mit Dolf Jansen)                      |
| Marc-Marie Huijbregts | 1                                                 |
| Martijn Koning        | 1                                                 |
| Jan Beuving           | 1 (zusammen mit Patrick Nederkoorn)               |
| Patrick Nederkoorn    | 1 (zusammen mit Jan Beuving)                      |
| Najib Amhali          | 1                                                 |
| Peter Pannekoek       | 1                                                 |

### Übersicht nach Jahren
- 1954 – Wim Kan – Nou je weet wa’k zeggen wil (Radio)
- 1956 – Wim Kan – 't Was Me Het Jaartje Wel (Radio)
- 1958 – Wim Kan – Waardig Over De Drempel (Radio)
- 1960 – Wim Kan – Uithuilen En Opnieuw Beginnen (Radio)
- 1963 – Wim Kan – 12 Miljoen Oliebollen Op Aardgas (Radio)
- 1966 – Wim Kan – Lachend Over De Loongrens (Radio)
- 1969 – Seth Gaaikema – Heer, Ik Kom Hier Om Te Twijfelen (op oudjaarsdag uitgezonden conference)
- 1971 – Seth Gaaikema – Met Mekaar Op Oudejaar.
- 1973 – Wim Kan – Zuinig Over De Drempel
- 1976 – Wim Kan – Waar Gaan We In Het Nieuwe Jaar Naar Toe?
- 1977 – Neerlands Hoop in Bange Dagen (Radio, in der Radiosendung In de Rooie Haan)
- 1979 – Wim Kan – Wankelend Over De Drempel
- 1981 – Wim Kan – (eine Stunde Oudejaarsconference in der Alles is Anders Show)
- 1982 – Wim Kan – Wij Spreken Af… Dat Wij Niets Afspreken
- 1982 – Freek de Jonge – De Openbaring
- 1983 – Freek de Jonge – Een Verademing
- 1984 – Freek de Jonge – De Finale
- 1985 – Seth Gaaikema
- 1986 – Seth Gaaikema – Dat Moet Toch Kunnen
- 1987 – Freek de Jonge – De ontlading
- 1988 – Seth Gaaikema – Zo Kan Het Ook
- 1989 – Youp van ’t Hek – Oudejaarsconference 1989
- 1990 – Seth Gaaikema – Geef Mij Maar Nederland
- 1992 – Freek de Jonge – De Estafette
- 1994 – Lebbis en Jansen (Radio)
- 1995 – Lebbis en Jansen (Radio)
- 1995 – Youp van ’t Hek – Het Is Liegen Of Sterven
- 1996 – Freek de Jonge – Brand (radio)
- 1996 – Freek de Jonge – Het Luik
- 1996 – Lebbis en Jansen (Radio)
- 1997 – Freek de Jonge – Papa Razzia
- 1998 – Lebbis en Jansen (Radio) – Jakkeren (voor hetzelfde geld) door 1998
- 1999 – Youp van ’t Hek – Mond Vol Tanden
- 2000 – Freek de Jonge – De Gillende Keukenmeid (VPRO)
- 2000 – Lebbis en Jansen – Jakkeren in 70 minuten door 2000 (VARA)
- 2001 – Freek de Jonge – Het Laatste Oordeel (VPRO)
- 2001 – Lebbis en Jansen – Oudejaars 2001 (VARA) (ausgestrahlt am 30. Dezember 2001)
- 2002 – Lebbis en Jansen – Oudejaars 2002 (VARA) (ausgestrahlt am 30. Dezember 2002)
- 2002 – Youp van ’t Hek – Youp Speelt Youp (VARA)
- 2003 – Lebbis en Jansen – Jakkeren door 2003 (VARA)
- 2004 – Lebbis en Jansen – Twee Lieve Jongens In Een Woelige Wereld (VARA)
- 2005 – Lebbis en Jansen – Oudejaars 2005 (VARA) (ausgestrahlt am 30. Dezember 2005)
- 2005 – Youp van ’t Hek – Het Zelfmoordcommando (VARA)
- 2006 – Guido Weijers – De Oudejaarsconference 2006 (SBS6)
- 2006 – Lebbis en Jansen – Oudejaars 2006 (VARA)
- 2007 – Dolf Jansen – Geen Oudejaarsvoorstelling (VARA) (ausgestrahlt am 6. Januar 2008)
- 2007 – Guido Weijers – De Oudejaarsconference 2007 (SBS6)
- 2007 – Jan Jaap van der Wal – Onderbewust (VARA)
- 2008 – Arie Koomen – Uit! (BNN) (ausgestrahlt am 29. Dezember 2008)
- 2008 – Dolf Jansen – Echt (VARA) (ausgestrahlt am 1. Januar 2009)
- 2008 – Guido Weijers – De Oudejaarsconference 2008 (SBS6)
- 2008 – Youp van ’t Hek – Troost (VARA)
- 2009 – Freek de Jonge – Freeks Nederland: Volendam (VPRO) (ausgestrahlt am 1. Januar 2010)
- 2009 – Guido Weijers – De Oudejaarsconference 2009 (SBS6)
- 2009 – Jan Jaap van der Wal – Lekker Hard Lachen Met Oliebollen (VARA)
- 2010 – Arie Koomen, Wilko Terwijn, Menno Stam – Bijbabbelen (BNN) (ausgestrahlt am 27. Dezember 2010)
- 2010 – Dolf Jansen – Oudejaars 2010 (VARA) (ausgestrahlt am 30. Dezember 2010)
- 2010 – Erik van Muiswinkel u. a.[3] – Gedoog, Hoop & Liefde (VARA)
- 2010 – Freek de Jonge – Het Verlossende Woord (VPRO) (ausgestrahlt am 2. Januar 2011)
- 2010 – Guido Weijers – De Oudejaarsconference 2010 (SBS6)
- 2011 – Dolf Jansen – de Oudejaars van de Straat (VARA) (ausgestrahlt via Pauw en Witteman am 20. Dezember 2011)
- 2011 – Beau van Erven Dorens – De Wereld van Beau: Oudejaarsconference (SBS6)
- 2011 – Freek de Jonge – Lone Wolf (VPRO) (ausgestrahlt am 1. Januar 2012)
- 2011 – Youp van ’t Hek – De tweede viool (VARA)
- 2012 – Guido Weijers (KRO)
- 2012 – Erik van Muiswinkel e.a.[4] – Het Eerlijke Verhaal (VARA)
- 2012 – Dolf Jansen[5]
- 2013 – Pieter Derks – Een Oudejaars (BNN) (Radio)
- 2013 – Theo Maassen – Einde oefening (VARA)
- 2014 – Youp van ’t Hek – Wat is de vraag? (VARA)
- 2014 – Guido Weijers (RTL 4)
- 2014 – Dolf Jansen – De Nieuwsjager[6]
- 2015 – Herman Finkers – Een uur Herman Finkers (VARA)
- 2015 – Dolf Jansen – Hardverwarmend[7]
- 2016 – Claudia de Breij (VARA)
- 2016 – Javier Guzman – Zonde(r) voornemens (RTL 4)
- 2016 – Dolf Jansen – Veilig[8]
- 2017 – Youp van ’t Hek – Een vloek en een zucht (VARA)
- 2017 – Guido Weijers (RTL 4)
- 2017 – Dolf Jansen en Louise Korthals – Omdat we het waard zijn[9]
- 2018 – Marc-Marie Huijbregts – Onderweg Naar Morgen (BNNVARA)[10]
- 2018 – Guido Weijers (RTL 4)[10]
- 2018 – Javier Guzman (Comedy Central)[10]
- 2018 – Dolf Jansen – Beeldenstorm (Voorstelling Gemist)[10]
- 2019 – Martijn Koning (RTL 4)[11]
- 2019 – Claudia de Breij (BNNVARA, NPO 1)[11]
- 2019 – Freek de Jonge – De Lachgasfabriek (VPRO) (ausgestrahlt am 1. Januar 2020)[12]
- 2019 – Dolf Jansen – Oudejaars 2019[13]
- 2019 – Pieter Derks – kortste oudejaarsconference van Nederland[14]
- 2020 – Javier Guzman – Raspopulist (Comedy Central) (ausgestrahlt am 29. Dezember 2020)
- 2020 – Dolf Jansen (online)[15]
- 2020 – Guido Weijers (RTL 4)[16][17]
- 2020 – Youp van ’t Hek – Korrel Zout (NPO 1)[18][19]
- 2020 – Jan Beuving und Patrick Nederkoorn – De andere Oudejaars (BNNVARA/NPO 3) (ausgestrahlt am 9. Januar 2021)[20][21]
- 2021 – Javier Guzman – In Vertwijfeling Verblijven (Comedy Central) (ausgestrahlt am 29. Dezember 2021)[22]
- 2021 – Dolf Jansen (online), die Veranstaltung fand aufgrund der COVID-19-Pandemie nur online ohne Publikum statt
- 2021 – Najib Amhali – Wie het weet mag het zeggen! Oudejaarsconference (SBS6)[22]
- 2021 – Peter Pannekoek (BNNVARA, NPO 1)[22]
- 2022 – Guido Weijers (RTL 4)[23]
- 2022 – Claudia de Breij (BNNVARA, NPO 1)[23]
- 2022 – Dolf Jansen (online) – Flitsbezorgd[23]

### Belgien
Seit 1993 werden die Oudejaarsconferences auch in Flandern abgehalten. In den ersten fünfzehn Jahren war Geert Hoste der Conférencier. Raf Coppens veranstaltete von 2003 bis 2007 eine Oudejaarsconference bei dem Sender VTM. Ab 2009 präsentierte Michael Van Peel ebenfalls seine Oudejaarsconference, die er bis 2018 führte. und wurde von Kamal Kharmach abgelöst.
- 1993 – Geert Hoste – ausgestrahlt am 1. Januar 1994
- 1994–2008 – Geert Hoste
- 2009 – Michael Van Peel – Van Peel overleeft 2009 (Van Peel überlebte 2009)
- 2009 – Geert Hoste
- 2010 – Michael Van Peel – Van Peel overleeft 2010
- 2010 – Geert Hoste
- 2011 – Michael Van Peel – Van Peel overleeft 2011
- 2011 – Geert Hoste – Geert Hoste Kookt
- 2012 – Michael Van Peel – Van Peel overleeft 2012
- 2012 – Geert Hoste – Geert Hoste XX
- 2013 – Michael Van Peel – Van Peel overleeft 2013
- 2013 – Geert Hoste – Geert Hoste King
- 2014 – Michael Van Peel – Van Peel overleeft 2014
- 2014 – Geert Hoste – Geert Hoste LOL
- 2015 – Michael Van Peel – Van Peel overleeft 2015[26]
- 2015 – Geert Hoste – Geert Hoste JUMP[27]
- 2016 – Michael Van Peel – Van Peel overleeft 2016
- 2017 – Michael Van Peel – Van Peel overleeft 2017
- 2018 – Michael Van Peel – Van Peel overleeft 2018
- 2019 – Kamal Kharmach – Mag ik even[28]
- 2020 – Kamal Kharmach – Mag ik even?[29]
- 2021 – Kamal Kharmach – Mag ik even?[30]
- 2022 – Kamal Kharmach – Mag ik even?[31]